# Kurt Eisner
Kurt Eisner (ur. 14 maja 1867 w Berlinie, zm. 21 lutego 1919 w Monachium) – niemiecki dziennikarz i polityk socjaldemokratyczny pochodzenia żydowskiego, pacyfista.

## Życiorys
Był członkiem Socjaldemokratycznej Partii Niemiec (niem. Sozialdemokratische Partei Deutschlands, SPD) a od 1917 Niezależnej Socjaldemokratycznej Partii Niemiec (niem. Unabhängige Sozialdemokratische Partei Deutschlands, USPD). Pisarz i publicysta, redaktor pisma „Vorwärts” (1889–1905) i norymberskiej gazety „Frankische Tagespost” (1907–1910). W 1910 przybył do Monachium, gdzie był współpracownikiem gazety „Münchner Post” i wydawcą „Arbeiterfeuilletons”. Ostry krytyk niemieckiej polityki wojennej podczas I wojny światowej.
Przywódca rewolucji listopadowej 1918 w Bawarii – 7 listopada 1918 proklamował Wolne Państwo Bawarię (Freistaat Bayern), po czym następnego dnia objął władzę w państwie (jako premier i minister spraw zagranicznych). W styczniu 1919, jako szef USPD w Bawarii poniósł klęskę wyborczą. Zastrzelony na ulicy 21 lutego 1919 przez prawicowego ekstremistę hrabiego Antona von Arco auf Valley (1897–1945). Po jego śmierci powołano do życia Bawarską Republikę Rad.
Został pochowany na Cmentarzu Wschodnim w Monachium.